# Martinho Campos
Martinho Campos es un municipio brasileño del estado de Minas Gerais. Su población estimada en 2010 es de 12 589 habitantes, según el censo IBGE. La ciudad tiene muchas fiestas a lo largo del año, como el Forró en la Plaza, Fiesta del Asilo, Fiesta de Nuestra Señora de la Abadía, Fiesta de la Capilla, Churrascão del Corral, Exposición Agropecuaria etc.